# Лесные и полевые мыши
Лесные и полевые мыши (лат. Apodemus) — род грызунов семейства мышиных.

## Описание
Лесные и полевые мыши достигают длины от 6 до 15 см, при этом хвост длиной от 7 до 15 см. Масса составляет от 15 до 50 г. У лесных и полевых мышей мягкая шерсть, обычно серого или бурого цвета сверху и белого или серого окраса снизу. Лапы как правило белые, у некоторых видов имеется жёлто-красное пятно на груди или тёмная полоса на спине. Хвост покрыт волосами, не хватательный.

## Распространение
Область распространения лесных и полевых мышей простирается вглубь Евразии, от западной Европы до Японии и южного Китая. Как следует из названия, не все виды населяют леса, многие виды обитают на открытых ландшафтах и в полях.
Большинство видов не проникают в человеческие жилища, но могут быть вредителями зерновых или переносчиками болезней. Чаще мыши роют глубокие норы, в которых строят гнёзда из травы. В зависимости от вида мыши могут быть активны днём или ночью. Они питаются корнями, семенами, ягодами, орехами и насекомыми.

## Систематика и виды
Род включает 20 видов и подразделяется обычно на 4 подрода и одну группу видов (иногда все эти таксоны рассматриваются как группы видов):
Подрод Apodemus s.str.
- Полевая мышь (Apodemus agrarius) Европа, юг Сибири до Байкала, Китай (кроме юга), Приморье, Приамурье, Корея, Тайвань.
- Мышь Шеврие (Apodemus chevrieri) Центральный и Юго-Восточный Китай.

Подрод Alsomys
- Южнокитайская лесная мышь (Apodemus draco) Гималаи, Тибет, Юго-Восточный Китай.
- Гималайская мышь (Apodemus gurkha) Непал.
- Сычуаньская мышь (Apodemus latronum) Тибет, Юго-Восточный Китай.
- Тайваньская мышь (Apodemus semotus) Тайвань.
- Японская лесная мышь (Apodemus speciosus) Японские острова.
- Восточноазиатская мышь (Apodemus peninsulae) Юг Сибири, Сев. Китай, Приморье, Корея.

Подрод Sylvaemus
- Альпийская лесная мышь (Apodemus alpicola)
- Apodemus epimelas
- Желтогорлая мышь (Apodemus flavicollis)
- Гирканская мышь (Apodemus hyrcanicus)
- Лесная мышь Вэрда (Apodemus pallipes)
- Кавказская мышь (Apodemus ponticus)
- Кашмирская мышь (Apodemus rusiges)
- Европейская мышь (Apodemus sylvaticus)
- Лесная мышь (Apodemus uralensis)
- Хермонская мышь (Apodemus witherbyi)

Подрод Karstomys
- Малоазиатская мышь (Apodemus mystacinus)

Группа видов argenteus
- Малая японская мышь (Apodemus argenteus) Японские острова.